# ثعلب‌های زیگوپتالوم
ثعلب‌های زیگوپتالوم (نام علمی: Zygopetalum) نام یک سرده از تیره ثعلبیان است.